# Georg Holfelder
Georg Holfelder (* 27. August 1929 in Frankfurt am Main; † 16. März 2024) war ein deutscher Orthopäde und ärztlicher Standespolitiker.

## Leben und Wirken
Georg Holfelder studierte nach Besuch des Lessing-Gymnasiums in Frankfurt am Main und des Staatlichen Gymnasiums in Posen von 1950 bis 1956 Physik und Medizin an der Johann-Wolfgang-Goethe-Universität in Frankfurt/Main. Nach Absolvieren des Staatsexamen und Promotion zum Dr. med. im selben Jahr (Thema „Körpergewichte von Säuglingen einer Großstadt“) absolvierte er seine klinische Weiterbildung in Höxter/Westfalen, Bad Orb, Lübeck und Heidelberg. Die Anerkennung als Facharzt für Orthopädie erhielt er 1963.
1965 ließ sich Georg Holfelder in eigener Praxis in Frankfurt am Main nieder. Von 1984 bis 2000 war er Mitglied des Präsidiums der Landesärztekammer Hessen, von 1987 bis 1999 Präsident der Gemeinschaft Fachärztlicher Berufsverbände e.V. (GFB).

## Auszeichnungen
- Richard-Hammer-Medaille der Landesärztekammer Hessen 1993
- Ehrenmitgliedschaft Berufsverband der Ärzte für Orthopädie 1999
- Ehrenmitgliedschaft der Deutschen Gesellschaft für Orthopädie und Orthopädische Chirurgie 2001
- Bundesverdienstkreuz 1. Klasse des Verdienstordens der Bundesrepublik Deutschland 2001
- Paracelsus-Medaille 2002